# Grzegorz Łanin
Grzegorz Łanin (ur. 24 czerwca 1906, zm. 6 czerwca 1976) – funkcjonariusz aparatu bezpieczeństwa PRL
Oficer 1 Armii Wojska Polskiego. Pułkownik Ministerstwa Bezpieczeństwa Publicznego, szef Wojewódzkiego Urzędu Bezpieczeństwa Publicznego w Krakowie 1950-1953, szef WUBP w Warszawie 1948-1950, naczelnik Wydziału III Departamentu VII MBP od 1946. Uchwałą Prezydium KRN z 17 września 1946 odznaczony Krzyżem Kawalerskim Orderu Odrodzenia Polski.
Wydalony z resortu w 1954. Pochowany na Cmentarzu Wojskowym na Powązkach w Warszawie (kwatera D35-2-7).